# Handlesberg–Haberkogel
Der Zug Handlesberg–Haberkogel ist eine Gebirgsgruppe der Gutensteiner Alpen, einer Voralpengruppe in Niederösterreich.

## Geographie

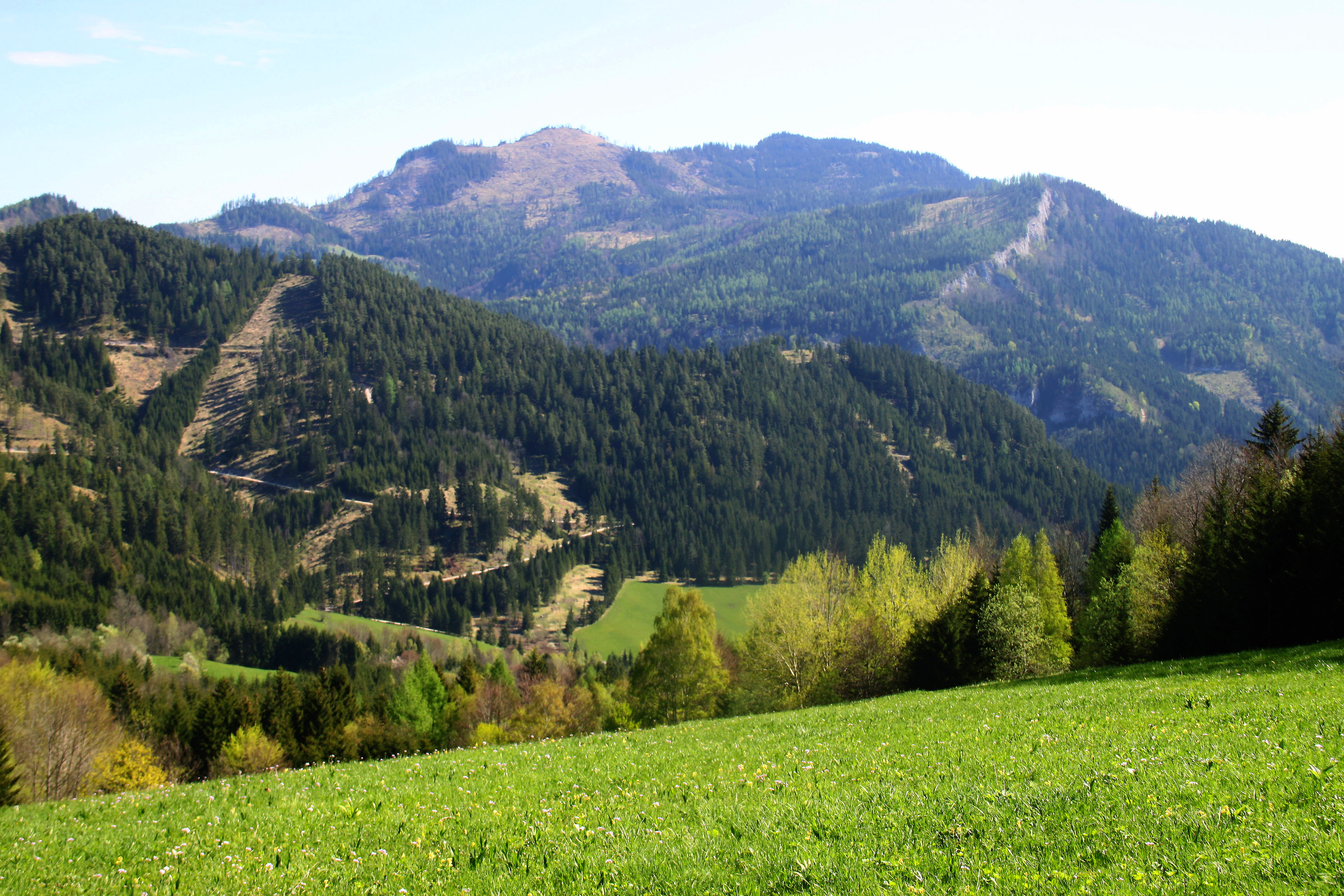
Südwestabdachung der Gruppe: Handlesberg mit Atzberg links und Lange Wand (ca.) rechts (von Hirschbach)

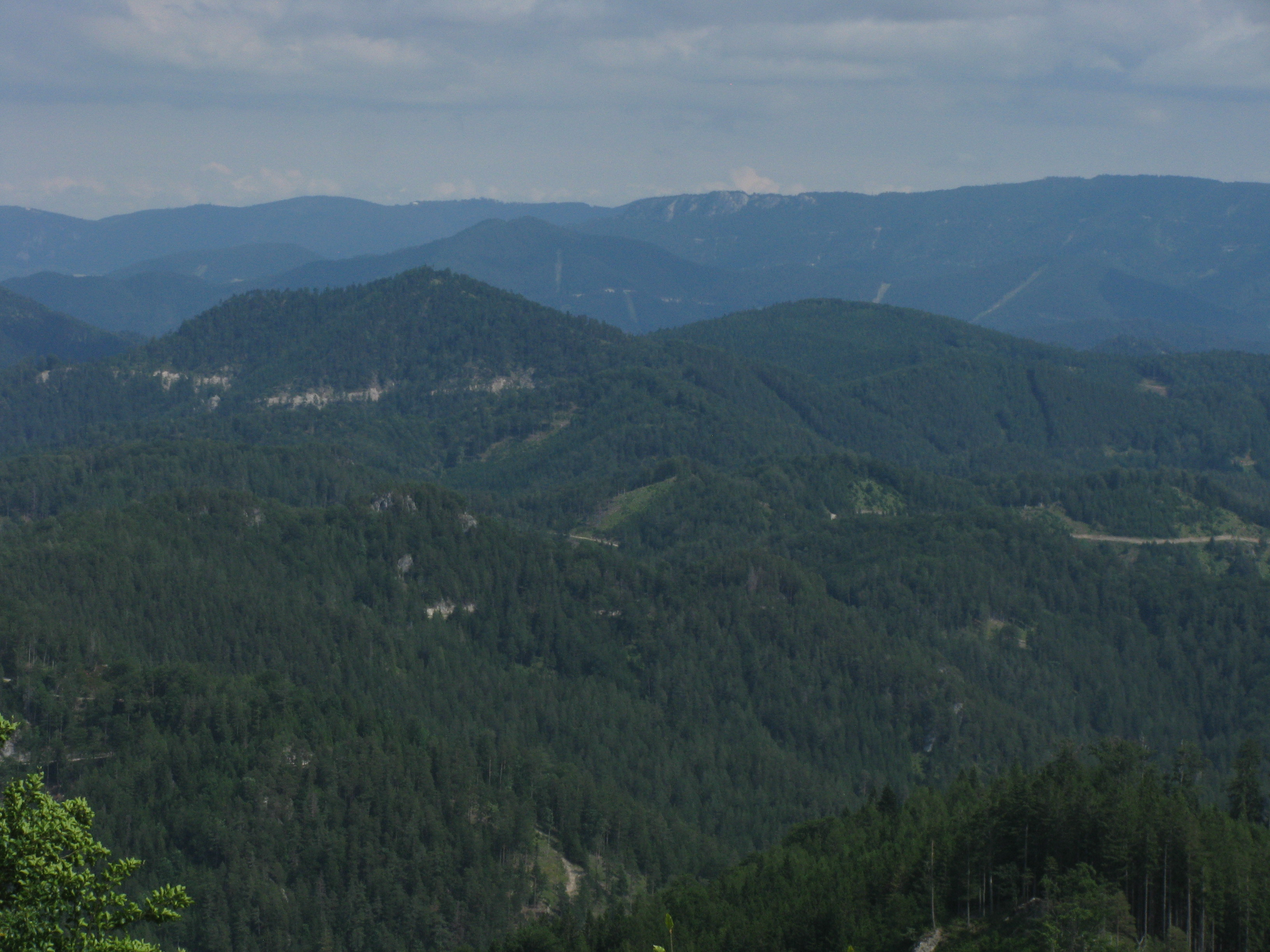
Haberkogel und Rohrer Berg von der Jochart (Westen) aus, im Hintergrund Hohe und Dürre Wand

### Lage und Landschaft
Die Handlesberg–Haberkogel-Gruppe befindet sich um die 35 Kilometer westlich von Wiener Neustadt und 25 Kilometer nordwestlich von Neunkirchen, zwischen Gutensteiner Klostertal und Schwarzau im Gebirge im oberen Schwarzatal. Sie erstreckt sich in Südwest–Nordost-Richtung etwa 15 km, bei einer Breite von gut 10 km.
Sie bildet die südwestliche Untergruppe der Gutensteiner Alpen. Ihre Hauptberge sind der Handlesberg (1370 m ü. A.) bei Schwarzau, der Edlaberg (1096 m ü. A.) bei Rohr im Gebirge und der Haberkogel (1041 m ü. A.) zwischen Rohrer Sattel und Unterberg.

### Umgrenzung und benachbarte Gebirgsgruppen
Nach der österreichischen Gebirgsgruppengliederung nach Trimmel hat die Gruppe die Nummer 1867 und gehört als Teilgruppe zu den Gutensteiner Alpen (1860, AVE 23), einer Untergruppe der Niederösterreichischen Kalkalpen (1800).
Sie umgrenzt sich nach Trimmel (von Nordwest im Uhrzeigersinn, Grenzzüge kursiv, Hoch- und Tiefpunkte mit Kote):
- im Nordwesten und Norden Zellenbach bei Nöster (Gegend, Mündung Langseitengerinne bei 644 m ü. A.) aufwärts – Rohr im Gebirge – Klausbach – Haselrast (728 m ü. A.) – Nesselgraben – Steinapiesting bis Gutenstein (481 m ü. A.)  zur Gruppe Unterberg–Jochart (1867)
- im Südosten Piesting (Klostertal) aufwärts bis Potzenhof (Mündung Klausgraben) zur Gruppe der Dürren Wand (1862)
- im Süden aufwärts zur Klostertaler Gscheid (764 m ü. A.) − Voisbach – Voismaut (an der Schwarza, 589 m ü. A.) zur Gruppe des Schneebergs (1854, Teil der Schneebergalpen 1850)
- im Westen Schwarza aufwärts über Schwarzau Markt bis Gschaiderwirt – unterer Zellenbach  zum Obersberg (1843, wird zum Göller-Gippel-Zug 1840 gezählt)

### Gliederung und Gipfel
- Der Hauptgrat der Gruppe verläuft S-förmig von Gutenstein über den Kleinen und Großen Geiskopf (1006 m ü. A.) zum Haberkogel (1041 m ü. A.), dann südlich über Haselrast – Winsakogel (948 m ü. A.) – Rohrer Berg (980 m ü. A.) – Rohrersattel – Streimling (980 m ü. A.)  – Winsaberg (1008 m ü. A.) – Hahnstab/Wildföhrenstein (948 m ü. A.) –  Handlesberg (1370 m ü. A.) – Baumeckkogel (972 m ü. A.) nach Voitsmaut
- Ein Nebengrat läuft vom Hahnstab zwischen oberem Zellenbach und Paxbach über den Kienstein (976 m ü. A.) zum Edlaberg (1096 m ü. A.) Richtung Rohr

## Hydrographie und Geologie
Die Westseite der Gruppe ist Einzugsgebiet der Schwarza der Leitha, die Ostseite Piestinggebiet der Fischa. Die kleinen Bäche aus der Gruppe gehen weitgehend sternförmig vom Gebiet Handelsberg-Hahnstab weg.
Die Gruppe gehört vollständig zu den Nördlichen Kalkalpen der Nordalpen (Ostalpines Permomesozoikum, Trias–Unterkreide).
Der Nordteil der Gruppe ist bankiger Hauptdolomit (hier Oberkarn–Obernor, 230–210 mya), der Zentralteil älterer Wettersteindolomit (Ladin–Cordevol, um 240 mya), südlich am Handlesberg folgt wieder Hauptdolomit, der Übergang der der Unterbergdecke zur sie überschiebenden Göller-Decke als zwei der Teildecke der Ötscher-Decke. Die Südwestflanken um Schwarzau sind dann jüngere kleine Schollen Dachsteinkalk (Anningerkalk), Plassenkalk, Ramsaudolomit und Flachwassergosau, die im Naturpark Falkenstein lehrhaft erfasst sind.
Besonders die Südschrofen des Handlesberges und das Tal bei Schwarzau zeigen einige Höhlen.